# Manuel Ari da Silva Pires
Manuel Ari da Silva Pires (Rio de Janeiro, 10 de setembro de 1900 — Curitiba, 28 de julho de 1983) foi um político brasileiro.
Foi interventor federal em Mato Grosso, de 9 de março a 4 de outubro de 1937.